# چاه کوجو
چاه کوجو یا چاه کرجو روستایی در دهستان بندان بخش مرکزی شهرستان نهبندان استان خراسان جنوبی ایران است. بر پایه سرشماری عمومی نفوس و مسکن در سال ۱۳۹۰ جمعیت این روستا ۱۵ نفر (در ۴ خانوار) بوده است.